# Ramphocelus melanogaster
Ramphocelus melanogaster là một loài chim trong họ Thraupidae.